# Tök
Tök es un pueblo húngaro perteneciente al distrito de Budakeszi, condado de Pest.

## Superficie
Cuenta con una superficie de 24,74 km².

## Demografía
Hasta 2024 la población era de 1546 habitantes, con una densidad de población de 62,48 hab/km².
| Gráfica de evolución demográfica de Tök entre 2020 y 2024 |
|                                                           |
| Datos según la Oficina Central de Estadística de Hungría. |